# コナー・アンダーソン
コナー・アンダーソン（Connor Anderson、1996年5月13日 - ）は、ジャパンラグビーリーグワンの中国電力レッドレグリオンズに所属する、オーストラリア出身のラグビーユニオン選手。

## 経歴
オーストラリアのブリスベン生まれ。
2016年にクイーンズランド・レッズU20代表に選ばれた。
2019年には、Brisbane City（ブリスベン・シティ）に所属。
2022年、クイーンズランド・プレミア・ラグビーのWests Rugby（ウェスツ・ラグビー）に加入。Hospital Cup（ホスピタルカップ）を制覇し、最優秀選手に贈られるAlec Evans Medal （アレック・エバンス賞）を受賞した。
クイーンズランド・レッズのプレシーズン日本遠征メンバーに選ばれ、2022年11月日の埼玉パナソニックワイルドナイツ戦で、クイーンズランド・レッズ デビューを果たした。 
2022年11月にクイーンズランド・レッズと2シーズン契約を結んだ。
2024年9月、中国電力レッドレグリオンズに加入。
2025年3月2日に行われたJAPAN RUGBY LEAGUE ONE第8節ルリーロ福岡戦にて途中出場でリーグワン公式戦初出場を果たした。